# Methodius Qu Ailin
Methodius Qu Ailin (chiń. 屈藹林; ur. w maju 1961) – chiński duchowny katolicki, arcybiskup metropolita Changsha od 2012.

## Życiorys
Święcenia kapłańskie otrzymał 23 czerwca 1995.
Wybrany arcybiskupem metropolitą Changsha. Sakrę biskupią przyjął z mandatem papieskim 25 kwietnia 2012.